# Kameničany
Kameničany (in ungherese Köveskő) è un comune della Slovacchia facente parte del distretto di Ilava, nella regione di Trenčín.